# Тьевиль
Тьеви́ль (фр. Thiéville) — коммуна во Франции, находится в регионе Нижняя Нормандия. Департамент коммуны — Кальвадос. Входит в состав кантона Сен-Пьер-сюр-Див. Округ коммуны — Лизьё.
Код INSEE коммуны — 14688.

## Население
Население коммуны на 2010 год составляло 312 человек.
| 1962 | 1968 | 1975 | 1982 | 1990 | 1999 | 2010 |
| ---- | ---- | ---- | ---- | ---- | ---- | ---- |
| 263  | 251  | 266  | 259  | 295  | 284  | 312  |

## Экономика
В 2010 году среди 194 человек трудоспособного возраста (15—64 лет) 150 были экономически активными, 44 — неактивными (показатель активности — 77,3 %, в 1999 году было 66,8 %). Из 150 активных жителей работали 140 человек (76 мужчин и 64 женщины), безработных было 10 (6 мужчин и 4 женщины). Среди 44 неактивных 15 человек были учениками или студентами, 12 — пенсионерами, 17 были неактивными по другим причинам.